# Ilex marlipoensis
Ilex marlipoensis är en järneksväxtart som beskrevs av Hsi Wen Li och Y.R. Li. Ilex marlipoensis ingår i släktet järnekar, och familjen järneksväxter. Inga underarter finns listade i Catalogue of Life.